# Pedro Mesías
Pedro Mesías Campos (* 3. Januar 1926 in Santiago de Chile; † 5. August 2007) war ein chilenischer Pianist und Dirigent.
Mesías studierte am Conservatorio Nacional de Música von Chile und schloss seine Ausbildung in Argentinien ab. Er leitete sieben Jahre lang das Orquesta de la Radio Corporación, mit dem er Aufnahmen für Odeón und RCA Victor einspielte. Mit dem Teatro de Ensayo der Universidad Católica unternahm er Tourneen durch Argentinien, Peru und Mexiko.
Er siedelte später nach Argentinien über. Dort arbeitete er für Radio Belgrano und Radio El Mundo. Er leitete zudem ein Orchester in Buenos Aires und begleitete als Pianist den Sänger Leo Marini. In Mexiko trat er mit Pedro Vargas, Angélica María, Caterina Valente, Libertad Lamarque, Antonio Prieto und Lucho Gatica auf und gewann 1971 beim Festival der Organización de Televisión Iberoamericana den ersten Preis als Dirigent und Arrangeur. 1976 gewann er auch beim Festival Internacional de la Voz y la Canción in Puero Rico den Preis als bester Dirigent.
In Spanien arbeitete er als Pianist mit Rocío Jurado und Nati Mistral. Nach Stationen in den USA und der Dominikanischen Republik ging er nach Venezuela, wo er mit dem Tenor Alfredo Sadel Konzertreisen unternahm und Aufnahmen einspielte.
2002 kehrte Mesías nach Chile zurück. Hier arbeitete er mit der Schauspielerin und Sängerin Carmen Barros zusammen und leitete drei Jahre lang das Orchester der Musikhalle La Cucaracha. Für das Orquesta de Cámara des Teatro Municipal von Santiago arrangierte er Kompositionen von Astor Piazzolla und den Beatles.
| Personendaten    | Personendaten                             |
| ---------------- | ----------------------------------------- |
| NAME             | Mesías, Pedro                             |
| ALTERNATIVNAMEN  | Mesías Campos, Pedro (vollständiger Name) |
| KURZBESCHREIBUNG | chilenischer Pianist und Dirigent         |
| GEBURTSDATUM     | 3. Januar 1926                            |
| GEBURTSORT       | Santiago de Chile                         |
| STERBEDATUM      | 5. August 2007                            |